# Circonscription de Demidolo
La circonscription de Demidolo est une des 177 circonscriptions législatives de l'État fédéré Oromia, elle se situe dans la Zone Qelem Wellega. Son représentant actuel est Meseret Abdisa Gesa.